# Rhinos Milano 1981
Questa voce raccoglie le informazioni riguardanti i Rhinos Milano nelle competizioni ufficiali della stagione 1981.

## Campionato AIFA 1981

### Regular season

#### Andata
| Ferrara 25 aprile 1981 | Aquile Ferrara | 7 – 12 | Rhinos Milano | Motovelodromo |

| Milano 2 maggio 1981 | Rhinos Milano | 38 – 15 | Giaguari Torino | Campo Giuriati |

| Castellanza 16 maggio 1981 Week 5 | Frogs Gallarate | 6 – 20 (6-0 0-6 0-0 0-14)                                                                      | Rhinos Milano |  |
| \| \| \| \| \| Roberto Anselmi Q1 (TD) \| Marcatori \| Antonio Nori Q2 (TD) Luigi Tonetti Q4 (TD) Luigi Tonetti Q4 (TD) Luigi Tonetti Q4 (tpc) action \| |                 |                                                                                                |               |  |
| |                 |                                                                                                |               |  |
| Roberto Anselmi Q1 (TD) | Marcatori       | Antonio Nori Q2 (TD) Luigi Tonetti Q4 (TD) Luigi Tonetti Q4 (TD) Luigi Tonetti Q4 (tpc) action |               |  |

| Milano 23 maggio 1981 | Rhinos Milano | 14 – 6 (0-0 0-0 0-6 14-0) | Rams Milano |  |
| \| \| \| \| \| Carlo Prunetti Q4 (TD) Stefano Colombo Q4 (TD) Carlo Prunetti Q4 (tpc) action \| Marcatori \| Italo Monnosi Q3 (TD) \| |               |                           |             |  |
| |               |                           |             |  |
| Carlo Prunetti Q4 (TD) Stefano Colombo Q4 (TD) Carlo Prunetti Q4 (tpc) action                                                         | Marcatori     | Italo Monnosi Q3 (TD)     |             |  |

#### Ritorno
| Milano 30 maggio 1981 | Rhinos Milano | 19 – 3 | Aquile Ferrara | Campo Giuriati |

| Torino 6 giugno 1981 | Giaguari Torino | 9 – 24 | Rhinos Milano | Motovelodromo Fausto Coppi |

| Milano 20 giugno 1981 Week 10 | Rhinos Milano | 8 – 0 | Frogs Gallarate |  |

| Milano 27 giugno 1981 | Rams Milano | 6 – 30 (6-8 0-10 0-6 0-6) | Rhinos Milano | Campo Giuriati |
| \| \| \| \| \| Angelo Stangalino Q1 (TD) \| Marcatori \| Antonio Nori Q1 (TD) Pasqualino Benezzoli Q1 (tpc) action Antonio Nori Q2 (TD) Vittorio Brambilla Q2 (tpc) action Team Q2 (saf) Claudio Deltrovi Q3 (TD) Pasqualino Benezzoli Q4 (TD) run \| |             | |               |                |
| |             | |               |                |
| Angelo Stangalino Q1 (TD) | Marcatori   | Antonio Nori Q1 (TD) Pasqualino Benezzoli Q1 (tpc) action Antonio Nori Q2 (TD) Vittorio Brambilla Q2 (tpc) action Team Q2 (saf) Claudio Deltrovi Q3 (TD) Pasqualino Benezzoli Q4 (TD) run |               |                |

### Playoff
| Santa Margherita Ligure 4 luglio 1981, ore 20:50 CEST I Superball Italiano                                                                                                  | Frogs Gallarate | 8 – 24 (8-0 0-12 0-6 0-6)                                                                  | Rhinos Milano | Stadio Eugenio Broccardi |
| \| \| \| \| \| Team Q1 (saf) Giorgio Mazzucchelli Q1 (TD) run \| Marcatori \| Claudio Deltrovi Q2 (TD) Antonio Nori Q2 (TD) Alberto Crovini Q3 (TD) Antonio Nori Q4 (TD) \| |                 |                                                                                            |               |                          |
| |                 |                                                                                            |               |                          |
| Team Q1 (saf) Giorgio Mazzucchelli Q1 (TD) run | Marcatori       | Claudio Deltrovi Q2 (TD) Antonio Nori Q2 (TD) Alberto Crovini Q3 (TD) Antonio Nori Q4 (TD) |               |                          |

## North Italian Football League

### Regular season
| Pisa settembre 1981 | Rangers Tirrenia | 23 – 6 | Rhinos Milano | Camp Darby Field |

Altri incontri non conosciuti.

## Statistiche di squadra
| Competizione | %Vittorie | In casa | In casa | In casa | In casa | In casa | In casa | In trasferta | In trasferta | In trasferta | In trasferta | In trasferta | In trasferta | Totale | Totale | Totale | Totale | Totale | Totale |
| Competizione | %Vittorie | G       | V       | N       | P       | Pf      | Ps      | G            | V            | N            | P            | Pf           | Ps           | G      | V      | N      | P      | Pf     | Ps     |
| ------------ | --------- | ------- | ------- | ------- | ------- | ------- | ------- | ------------ | ------------ | ------------ | ------------ | ------------ | ------------ | ------ | ------ | ------ | ------ | ------ | ------ |
| Campionato   | 1.000     | 4       | 4       | 0       | 0       | 79      | 24      | 4            | 4            | 0            | 0            | 86           | 28           | 8      | 8      | 0      | 0      | 165    | 52     |
| Playoff      | 1.000     | -       | -       | -       | -       | -       | -       | 1            | 1            | 0            | 0            | 24           | 8            | 1      | 1      | 0      | 0      | 24     | 8      |
| NIFL         | ?         | ?       | ?       | ?       | ?       | ?       | ?       | 1+?          | 0+?          | 0+?          | 1+?          | 6+?          | 23+?         | ?      | 0+?    | 0+?    | 1+?    | 6+?    | 23+?   |
| Totale       | .889      | 4+?     | 4+?     | 0+?     | 0+?     | 79+?    | 24+?    | 6+?          | 5+?          | 0+?          | 1+?          | 116+?        | 59+?         | 9+?    | 8+?    | 0+?    | 1+?    | 195+?  | 83+?   |